# Australomimetus hannemanni
Australomimetus hannemanni là một loài nhện trong họ Mimetidae.
Loài này thuộc chi Australomimetus. Australomimetus hannemanni được miêu tả năm 1989 bởi Heimer.